# Buszyno
Buszyno [pronunciación en polaco: /buˈʂɨnɔ/] (en alemán: Bussin) es un pueblo en el distrito administrativo de Gmina Polanów, dentro del condado de Koszalin, Voivodato de Pomerania Occidental, en el noroeste de Polonia.  Se encuentra aproximadamente 12 kilómetros al norte de Polanów, 35 kilómetros al este de Koszalin, y 165 kilómetros al noreste de la capital regional Szczecin.
El pueblo tiene una población de 130 habitantes.